# Antonio María Pineda Ayala
Antonio María Pineda Ayala (1781, Gran Canaria (Islas Canarias, España) - 1852, ¿Barquisimeto?) fue un médico y periodista español considerado como el primer periodista dominicano, país en el que residió hasta los últimos años de su vida (en los que probablemente vivió en Venezuela). También fue uno de los primeros protomédicos provinciales del siglo XIX y, probablemente la primera persona que usó, casi de manera oficial, el apelativo de dominicano para referirse a todos los habitantes del este de la isla de Santo Domingo.

## Biografía

### Primeros años
Antonio María Pineda Ayala nació en Gran Canaria (Islas Canarias, España) en 1781. Sus padres fueron José Antonio Pineda y Gregoria Ayala Sarmiento y tenía tres hermanos varones. 
En 1797, a los 18 años, se trasladó a Barquisimeto (Venezuela), estableciéndose en 1799 a Caracas para continuar sus estudios. Así, estudió Medicina en la universidad de esa ciudad, doctorándose en 1809. Cuando terminó sus estudios, decidió volver a España, pero tuvo un accidente en el barco en el que viajaba, viéndose forzado a quedarse durante un año en Puerto Rico (1809-10). Tras abandonar esta isla se estableció a Santo Domingo , debido a su cercanía a Puerto Rico.

### Carrera
En Santo Domingo trabajó como médico en el Hospital Real, siendo también uno de los primeros protomédicos provinciales del siglo XIX. También contribuyó a la política de la colonia siendo miembro de la Diputación Provincial de Santo Domingo. Asimismo, publicó en 1811 Memoria de la Vacuna, un pequeño trabajo cuyo fin fue la de promocionar la vacuna contra la viruela.
En 1816 comenzó sus estudios en el curso de Derecho Civil y Canónico, curso que terminó en 1818.  En  1821 ocupó la cátedra de Prima de Medicina.
El  30 de noviembre de 1820 se inició como diputado electo por el partido de la Capital ante la Diputación Provincial de Santo Domingo. 
El 5 de abril de 1821 publicó el primer periódico dominicano, El Telégrafo Constitucional de Santo Domingo, el cual tocó a su fin tres meses después, el jueves 26 de julio de 1821.  El periódico estaba enlazado al movimiento separatista que desarrollaba José Núñez de Cáceres.
El 1 de diciembre de 1821, Pineda fue el diputado elegido para gestionar la incorporación del Santo Domingo español a la Gran Colombia (pues, en estos momentos, se conoció la noticia de que  Haití quería invadir el Santo Domingo español mientras esta trataba de independizarse de España. Su única salvación era su incorporación a la Gran Colombia), entrevistándose con Bolívar. Sin embargo, este conocía lo que ocurría en las dos partes de la isla, por lo que decidió no entrevistarse con Pineda. Según algunos historiadores, basándose en las pocas fuentes venezolanas existentes respecto a esa misión, quizás Pineda sólo llegó a Curazao, pero al enterarse de que Pierre Boyer había ocupado ya la parte oriental de Santo Domingo, decidió abandonar el viaje porque ya no había ninguna razón para continuar con su objetivo. Sin embargo, aunque fuese cierta esta hipótesis, la mayoría de los historiadores piensan que el fracaso de la independencia dominicana habría causado que el médico se refugiara de nuevo en Venezuela o que se quedara allí tras finalizar su gestión política.
Se sabe, sin embargo, que en 1833, fue diputado al Congreso venezolano y que en 1849 fue Juez de Primera Instancia en Barquisimeto. Murió en agosto de 1852.

### Vida personal
En 1812, el Dr. Pineda se casó con Dolores Sanabria Falcón en Santo Domingo. El matrimonio tuvo cinco hijos, de los cuales tres eran varones y dos eran hembras que parecen haber pasado la mayor parte de su vida en Barquisimeto (Venezuela)